# A Verdade Sufocada
A Verdade Sufocada - A história que a esquerda não quer que o Brasil conheça (2006) é o segundo livro de memórias do coronel reformado do Exército brasileiro, Carlos Alberto Brilhante Ustra (1932–2015), o primeiro militar brasileiro condenado por praticar torturas durante a ditadura militar no Brasil (1964-1985).
O livro apresenta a versão de Ustra sobre a luta armada de esquerda no Brasil durante a ditadura militar, além de relatar suas experiências como chefe do DOI-CODI, um dos órgãos executores da repressão política, no qual foram torturados e assassinados opositores da ditadura.
O livro recebeu críticas oriundas do meio acadêmico. Historiadores e sociólogos alertaram sobre a falta de confiabilidade do livro como um documento histórico.

## O livro
O livro traz a versão dos militares sobre o que aconteceu durante a ditadura, com foco maior nos atentados cometidos por grupos de esquerda durante aquele período. Contou com a colaboração da esposa do autor, que é historiadora, dando-se atenção ao contexto da Guerra Fria.
Segundo Ustra e seus familiares, o livro foi boicotado pelas livrarias na época do lançamento e a família precisou financiar suas tiragens por causa das negativas de editoras. O livro recebeu atenção após ser citado por Jair Bolsonaro durante entrevista no programa Roda Viva, em 2018. No ranking semanal da Folha de S.Paulo, em 4 de junho de 2016 (menos de dois meses depois de Ustra ser saudado por Bolsonaro na sessão de impeachment de Dilma Rousseff na Câmara, em 17 de abril), a obra foi o sexto livro de não-ficção mais vendido no Brasil. Em 2018, chegou a sua 14ª edição.

## Críticas
Para o professor de sociologia da UFPE, Luciano Oliveira, "como livro de história, 'A Verdade Sufocada' é uma nulidade. Como documento histórico, tem uma serventia: é mais uma confirmação de que, dentro do que costumo chamar de sensibilidade moderna, a tortura é uma ação que, independentemente dos seus resultados, cobre de opróbrio aquele que a emprega."
Neusah Cerveira, doutora em História Social pela FFLCH/USP, chama a atenção para ausência de citações bibliográficas explícitas no corpo do texto. Diz também que "é um livro extenso, embora superficial. Com título forte, mas pouco profundo".